# Garon
Pour les articles homonymes, voir Garon (homonymie).
Le Garon est une petite rivière à caractère torrentiel, et un affluent direct du fleuve Rhône.

## Géographie
D'une longueur de 31,1 kilomètres, le Garon prend sa source dans la combe de Malval (au pied de la montagne Lienne) à Yzeron dans le Pays Lyonnais, il rejoint le Rhône à Givors. 
La vallée du Garon se situe à l'ouest de Lyon dans les monts du Lyonnais (Massif central).

### Communes et cantons traversés
Dans le seul département du Rhône, le Garon traverse les treize communes suivantes, de l'amont vers l'aval, Saint-Martin-en-Haut (rive droite), Yzeron (rive gauche), Thurins (commune traversée), Messimy (rive gauche), Soucieu-en-Jarrest (rive droite), Brindas (rive gauche), Chaponost (rive gauche), Brignais (commune traversée), Vourles (commune traversée), Millery (rive gauche), Montagny (rive droite), Grigny (commune traversée), Givors (rive droite).

### Bassin versant
Le Garon traverse une seule zone hydrographique « Le Rhône de l'Ozon au Gier » (V303) de 43 625 km2 de superficie,. Le bassin versant spécifique du Garon est de 206 km2 pour 130 km de rivière sur 27 communes avec 65 148 habitants.

### Organisme gestionnaire
L'organisme gestionnaire est le SMAGGA ou Syndicat Mixte d'aménagement et de gestion du bassin versant du Garon.

## Affluents
Le Garon a neuf affluents référencés dont :
- l'Artilla (prenant sa source à Saint-Martin-en-Haut) 7,4 km
- le ruisseau de Rontalon (descendant de Rontalon) 6,5 km
- la Chalandrèze (descendant de Messimy) 5,8 km
- le Furon (descendant de Soucieu-en-Jarrest) 8,2 km
- le Chéron (venant de Brignais) 3,1 km
- le Merdanson de Chaponost (venant de Chaponost)[5]
- le Merdanson d'Orliénas (venant d'Orliénas) 9,1 km[6].
- le Mornantet (prenant sa source à Chaussan)
- et d'autres moins importants.

L'ensemble de ses cours d'eau représente une longueur de 130 kilomètres pour une superficie de 206 km2.

### Le Mornantet
Le Mornantet est le principal affluent du Garon. Il prend sa source à Chaussan. Ses principaux affluents sont :
- Ru de Malleval
- Ru de Condamine
- Ru de Fondagny
- Le Jonan
- Le Broulon

### L'Artilla
L'Artilla est le premier affluent du Garon. Il prend sa source à Saint-Martin-en-Haut et reçoit les eaux de plusieurs petits ruisseaux, il fait sa route à Thurins en venant grossir le Garon. La pêche est interdite dans ce ruisseau car c'est un ruisseau pépinière.

### Le Ru de Rontalon
Le Ru de Rontalon est le deuxième principal affluent du Garon. Il prend sa source non loin du signal de Saint-André, reçoit les eaux de plusieurs petits ruisseaux et finit sa route à Thurins juste avant la zone artisanale.

### La Chalandraise
La Chalandraise est le troisième affluent du Garon ; elle prend sa source en haut de Messimy. Affluent plus modeste que les précédents, la Chalandraise reçoit tout de même les eaux de quelques ruisseaux parfois à sec ; elle finit son chemin en dessous du hameau de Malataverne entre Messimy et Brindas dans la vallée en Barret.

### Le Furon
Le Furon descend de Soucieu-en-Jarrest. Plus important que la Chalandraise, il reçoit les eaux de plusieurs petits ruisseaux. Comme l'Artilla, c'est un ruisseau pépinière. Il rejoint le Garon dans la vallée en Barret.

### Le Chéron
Le Chéron, cinquième affluent du Garon, reste comme la Chalandraise de taille très modeste puisqu'il n'a qu'un seul affluent mais ses crues posent parfois problème un peu avant son confluent avec le Garon. Il retrouve le Garon à Brignais.

### Le Merdanson de Chaponost
Le Merdanson de Chaponost prend sa source à Chaponost. Il alimente l'étang du Boulard et n'a aucun affluent.

### Le Merdanson d'Orliénas
Le Merdanson d'Orliénas est un affluent important du Garon. Il possède lui-même de nombreux affluents qui alimentent notamment la retenue de Combe Gibert. Il se jette dans le Garon, après un cours trajet sur Montagny (Rhône), au niveau de la commune de Vourles.

## Les lacs
Voici les lacs alimentés par le Garon ou par ses affluents :
- Lac du barrage de Thurins
- Étang du Boulard
- Étang de Combe Gibert
- Étang Neuf
- Étang de la Vaure
- Lac de la Madone
- Étang du Buya

## Hydrologie

### Crues
Le Garon est une rivière à caractère torrentiel aux fluctuations saisonnières importantes. Les crues du Garon sont rapides et violentes. Elles ne causent pas beaucoup de dégâts dans la partie amont qui est encaissée jusqu'à Brignais où les inondations sont fréquentes. Le débit estimé pour la crue centennale de décembre 2003 atteint 90 m3/s mesurés à la confluence du Merdanson d’Orliénas et du Garon. Ce jour-là de nombreuses passerelles furent arrachées et les ponts submergés.

## à voir dans les vallées
- La vallée en Barret
- Les viaducs des voies ferrées
- Les vestiges d'aqueducs romains
- Les vestiges mégalithiques
- Les vignes (coteaux-du-lyonnais)
- Le lac de Thurins et ses alentours
- Le centre fortifié de Messimy
- Les églises romanes
- Les nombreux chemins de randonnées
- Les moulins
- Le Crêt de Messimy à 606 m
- Le signal de Saint-André à 934 m
- La Lienne à 903 m
- Le crêt de Py Froid à 849 m

## Les moulins de Messimy
Le Garon comptait 18 moulins au XIXe siècle. Les moulins de Messimy situés au bord du Garon ont longtemps approvisionné la région en farine. La captation de l'eau se faisait par biefs alimentés par des petits barrages (grande et petite levée) dont certains sont toujours existants. Ces moulins ont aujourd'hui cessé leur activité. L'un d'entre eux abrite aujourd'hui un restaurant.

## Les loisirs
Les loisirs possibles sur les bords du Garon sont la pêche, le VTT, la marche à pied et le canoë kayak après de fortes pluies (voir parcours sur le site de la fédération régionale de canoë kayak).

## Les cultures de la vallée
La vallée du Garon a une forte activité agricole, les principaux produits cultivés sont :
- Les céréales
- Le raisin
- Les fruits rouges (Thurins est la capitale de la framboise)
- La pêche de vigne (Fête de la pêche de vigne en septembre à Soucieu en Jarrest)
- Les pommes

## Les poissons du Garon
Les poissons présents dans la rivière sont:
- la Truite fario
- la Truite arc en ciel
- le Goujon
- le Vairon
- la Loche ou Dormille
- le Chevesne

on y trouve aussi des Ecrevisses et des Grenouilles.

## La pêche
La pêche peut être pratiquée du pied du barrage de Thurins à la confluence du Mornantet. La technique principalement utilisée est la pêche au toc visant particulièrement la truite. Le Garon a beaucoup souffert de la sécheresse en 2003, mais des alevinages réguliers permettent de regagner progressivement une population piscicole normale. Pour pêcher dans le Garon, il suffit de posséder une carte de pêche du Rhône. La pêche est interdite dans les ruisseaux de l'Artilla et du Furon. À partir de Thurins, la haute vallée du Garon est classée en parcours patrimonial (truite sauvage uniquement).

## La vallée en Barret
La vallée en Barret est un des 24 espaces naturels sensibles du Rhône. Ce défilé franchi par le Garon sépare les monts du Lyonnais et le plateau mornantais. Il présente une faune et une flore remarquables et est accessible par de nombreux sentiers de randonnée.